# De Havilland Hawk Moth
El De Havilland DH.75 Hawk Moth fue un monoplano de cabina de cuatro asientos británico de la década de 1920, construido por De Havilland en el aeródromo Stag Lane, Edgware.

## Diseño y desarrollo
El DH.75 Hawk Moth fue el primero de una familia de monoplanos Moth de ala alta, y fue diseñado como transporte ligero o taxi aéreo para exportación. El avión poseía un fuselaje de tubo de acero recubierto de tela y alas de madera. El Hawk Moth voló por primera vez el 7 de diciembre de 1928 desde Stag Lane. El primer avión utilizó un motor De Havilland Ghost de 149 kW (200 hp). Este motor estaba compuesto por dos De Havilland Gipsy montados en un cárter común para formar un V8 refrigerado por aire. Con el Ghost, el avión tenía poca potencia y se le instaló un motor radial Armstrong Siddeley Cheetahde 7 cilindros y 230 kW (310 hp) a todos los aviones de producción, excepto a uno. También se realizaron cambios en la estructura, incluido un aumento de la envergadura y la cuerda de las alas, y el avión fue redesignado como DH.75A.
En diciembre de 1929 se mostró en Canadá el primer avión con tren de aterrizaje de ruedas y de esquís. Tras las pruebas del segundo avión con flotadores, el Gobierno canadiense encargó tres aviones para uso civil. El primer avión canadiense (en realidad el primer Hawk Moth) no tenía puertas en el lado de babor y, por lo tanto, no podía usarse como hidroavión, por lo que fue utilizado por el Controlador de Aeronaves Civiles. En 1930, De Havilland Canada realizó más pruebas y el segundo y el tercer avión recibieron autorización para utilizar flotadores. Con restricciones en la carga útil, cuando estaban equipados con flotadores, los aviones canadienses se utilizaban sólo con esquís o ruedas. En un intento por competir con los aviones de diseño estadounidense, el octavo avión se produjo como DH.75B con un motor Wright Whirlwind de 224 kW (300 hp). La producción se detuvo y dos aviones no fueron completados.

## Historia operacional
Con tres aviones operando en Canadá, otros dos fueron exportados a Australia. Uno de los aviones australianos, VH-UNW (ex G-AAFX), fue utilizado por Amy Johnson para volar de Brisbane a Sídney en 1930, cuando su De Havilland Moth Jason resultó dañado. Posteriormente, el comandante De Havilland llevó a la señorita Johnson a Perth en el avión, desde donde regresó a Gran Bretaña en barco. El VH-UNW fue vendido posteriormente a Hart Aircraft Service de Melbourne, que lo utilizó principalmente para realizar vuelos de placer.
En febrero de 1934 fue vendido a Tasmanian Airways como City of Hobart para operar entre Brighton (Tasmania) y Launceston (Tasmania). Realizó un aterrizaje forzoso en Brighton el 10 de enero de 1935 después de un fallo en el vástago del pistón, quedando el motor irreparable. A mediados de 1936, el avión sin motor fue vendido a G.H. "Harry" Purvis, que le instaló un motor Wright Whirlwind y lo utilizó para realizar vuelos de placer en Nueva Gales del Sur. Su último vuelo fue para Connellan Airways de Alice Springs. Fue retirado del servicio en 1949.

## Variantes
DH.75
Prototipo con motor V8 De Havilland Ghost; se construyó un ejemplar y luego se le cambió el motor.
DH.75A
Versión de producción con motor de pistón radial Armstrong Siddeley Lynx VIA; seis construidos.
DH.75B
Avión de producción final equipado con un motor radial Wright R-975 Whirlwind de 224 kW (300 hp); uno construido. El DH.75A VH-UNW fue adaptado a este estándar en 1936.

## Operadores
Australia
- Real Fuerza Aérea Australiana

 Canadá
- Real Fuerza Aérea Canadiense

 Reino Unido
- Real Fuerza Aérea

## Especificaciones
Referencia datos: De Havilland Aircraft since 1909

### Características generales
- Tripulación: Uno (piloto)
- Capacidad: Tres pasajeros
- Longitud: 8,8 m (28,8 ft)
- Envergadura: 14,3 m (47 ft)
- Altura: 2,8 m (9,3 ft)
- Superficie alar: 31 m² (333,7 ft²)
- Peso vacío: 1080 kg (2380,3 lb)
- Peso máximo al despegue: 1656 kg (3649,8 lb)
- Planta motriz: 1× motor radial de 7 cilindros refrigerado por aire Armstrong Siddeley Lynx VIA.
  - Potencia: 180 kW (248 HP; 245 CV)
- Hélices: Bipala de paso fijo

### Rendimiento
- Velocidad máxima operativa (Vno): 204 km/h (127 MPH; 110 kt)
- Velocidad crucero (Vc): 169 km/h (105 MPH; 91 kt)
- Alcance: 900 km (486 nmi; 559 mi)
- Techo de vuelo: 4400 m (14 436 ft)
- Régimen de ascenso: 3,6 m/s (709 ft/min)

## Aeronaves relacionadas

### Secuencias de designación
- Secuencia DH._ (interna de De Havilland): ← DH.72 - DH.73 - DH.74 - DH.75 - DH.76 - DH.77 - DH.78 →